# Ragnar Gottfarb
Ragnar Gottfarb, född 24 juli 1907 i Falun, död 8 april 1988, var en svensk advokat.
Efter studentexamen i Stockholm 1926 blev Gottfarb juris kandidat vid Stockholms högskola 1934. Han genomförde tingstjänstgöring i Sollentuna och Färentuna domsaga 1934–36, var biträdande jurist vid Stockholms stads rättshjälpsanstalt 1936–37, biträdande jurist och delägare i Hugo Lindbergs advokatbyrå i Stockholm 1937–66 och dess innehavare från 1966. Han blev ledamot av Sveriges Advokatsamfund 1938, i vilket han var styrelseledamot 1949–50 och 1964–66. Han var styrelseledamot i stockholmsavdelningen av Sveriges Advokatsamfund 1950–57, vice ordförande där 1957–61 och ordförande 1961–63. Våren 1945 utsåg den amerikanska hjälporganisationen American Jewish Joint Distribution Committee (JDC) Gottfarb till organisationens företrädare i Sverige, bland annat med ansvar för hjälpsändningar till fångar i tyska koncentrationsläger.   
Ragnar Gottfarb var bror till socialarbetaren och  författaren Inga Gottfarb.  